# Томас Мальтус
Мальтус Томас Роберт (англ. Thomas Malthus, 13 лютого 1766 — 23 грудня 1834) — англійський священик, вчений, демограф і економіст, автор теорії, згідно з якою неконтрольоване зростання народонаселення повинне призвести до голоду на Землі.
У його роботі «Все про принципи населення» 1798 (переробленій 1803 року) наводяться докази необхідності контролю за приростом населення, оскільки населення росте за геометричною прогресією, а кількість продуктів харчування — за арифметичною. Вплинув на формування в Чарльза Дарвіна концепції природного відбору як рушійної сили еволюції. Мальтус розглядав війну, хвороби і голод як необхідні процеси для коректування чисельності населення.

## Біографія
Томас Мальтус народився 13 лютого 1766 року в маєтку Рукер («Граківник»), Доркинг (англійське графство Суррей), поблизу міста Гілдфорд, в заможній дворянській сім'ї. Батько вченого, Деніел Мальтус, був послідовником Давида Юма і Жана-Жака Руссо (з обома він був особисто знайомий).
У 1784 році Томас вступив до коледжу Ісуса Кембриджського університету, де вивчав математику, риторику, латину і грецьку мову.
Після закінчення коледжу в 1788 році був посвячений у духовний сан англіканської церкви, і отримав місце другого священика в сільській парафії. У 1793 році став викладачем коледжу Ісуса і залишався ним до свого одруження (умовою членства в коледжі була безшлюбність). У 1796 став священиком в містечку Олбері (Суррей). У 1804 році Мальтус одружився — в цьому шлюбі народилося троє дітей. У 1805 році отримав кафедру професора історії і політичної економії в коледжі Ост-Індської компанії, також виконував в коледжі обов'язки священика.
Томас Роберт Мальтус був не тільки ревним християнином, він так само віддано і талановито служив ідеалам Просвітництва. Він яскраво показав, як віра в Розум може, на його думку, органічно поєднуватися з вірою в Бога.
Протягом всього свого життя Мальтус жив дуже скромно, але послідовно і принципово відмовлявся як від високих державних посад, які йому пропонував уряд, так і від церковної кар'єри, вважаючи головною справою свого життя наукову роботу.
Мальтус раптово помер 23 грудня 1834 року від хвороби серця і був похований в абатстві міста Бат.

## Положення теорії народонаселення Мальтуса

### Три основні тези «Нарису про закон народонаселення»
Через біологічну здатність людини до продовження роду, її фізичні здібності використовуються для збільшення своїх продовольчих ресурсів.
Зростання народонаселення сильно обмежене засобами існування.
Зростання народонаселення може бути зупинене лише зустрічними причинами, які зводяться до моральної стриманості або нещасть (війни, епідемії, голод).
Також Мальтус доходить висновку, що народонаселення зростає в геометричній прогресії, а засоби існування — в арифметичній.

### Мінуси теорії з сучасної точки зору
Мальтус використовував некоректну міграційну статистику (не враховує емігрантів).
Мальтус не бере до уваги механізми саморегуляції чисельності людства, що призводять до демографічного переходу. Однак за часів Мальтуса це явище спостерігалося лише у великих містах, в яких проживало меншість населення, тоді як в даний час воно охопило цілі континенти (в тому числі всі без винятку розвинені країни).
Закон спадної родючості ґрунту. Мальтус вважав, що ні накопичення капіталу, ні науково-технічний прогрес не компенсують обмеженість природних ресурсів.

## Інші твори Мальтуса

### Нинішня висока ціна провіанту (1800)
У цій роботі, у своїй першій опублікованій брошурі, Мальтус аргументує думку, що панує у його місцевості, що жадібність посередників спричинила високу ціну на провізію. Натомість Мальтус каже, що висока ціна пов'язана з бідними законами, які «збільшують парафіяльні надбавки пропорційно ціні на кукурудзу». Таким чином, зважаючи на обмежені пропозиції, бідні закони підвищують ціну на щоденні товари. Однак він робить висновок тим, що в умовах дефіциту такі бідні закони, рівномірно підвищуючи ціни на кукурудзу, насправді дають сприятливий ефект.

### Спостереження за наслідками кукурудзяних законів (1814)
Хоча уряд Великої Британії регулював ціни на зерно, кукурудзяні закони виникли в 1815 році. Наприкінці воєн Наполеона того ж року парламент ухвалив закон, що забороняє ввезення в Британію іноземної кукурудзи до тих пір, поки внутрішня кукурудза не коштуватиме 80 шилінгів на квартал. Висока ціна спричинила зростання вартості їжі та спричинила бід серед робітничих класів у містах. Це призвело до серйозних заворушень у Лондоні та до різанини Петерлоо в Манчестері у 1819 р.
У цій брошурі, надрукованій під час парламентської дискусії, Мальтус попередньо підтримав вільних торговців. Він стверджував, що з огляду на зростаючі витрати на вирощування британської кукурудзи, переваги, накопичені внаслідок її поповнення з дешевих іноземних джерел.

### Принципи політичної економії (1820)
У 1820 році Мальтус опублікував «Принципи політичної економії» (друге видання 1836 р. було посмертним). Мальтус задумав цю роботу як спростування твору Девіда Рікардо "«Про принципи політичної економії та оподаткування» (англ. On the Principles of Political Economy and Taxation, 1817). Він та його визначення в політичній економії 1827 року захищали погляди Сісмонді на «загальне перенасичення» («general glut»), а не закон Сея, який фактично стверджує, що «загального перенасичення бути не може» («there can be no general glut»).

### Інші твори
- 1807. Лист до Семюеля Вітбріда, еск. М. П. щодо запропонованого ним законопроекту про внесення змін до законів про подолання бідності. Джонсон і Хетчард, Лондон.
- 1808. Спенсу щодо комерції. Edinburgh Review 11, січень, 429—448.
- 1808. Ньюнехем та інші про державу Ірландія. Edinburgh Review 12, липень, 336—355.
- 1809. Ньюнехам про Ірландію, Единбурзький огляд 14 квітня 151—170.
- 1811. Знецінення паперової валюти. Edinburgh Review 17, лютий, 340—372.
- 1812. Брошури з питання про злитки. Edinburgh Review 18, серпень, 448—470.
- 1813. Лист до Шановного Лорда Гренвіля. Джонсон, Лондон.
- 1817. Заява щодо Східно-Індійського коледжу. Мюррей, Лондон.
- 1821. Годвін щодо Мальтуса. Edinburgh Review 35, липень, 362—377.
- 1823. Міра вартості, викладена та проілюстрована
- 1823. Тук: Щодо високих та низьких цін. Щоквартальний огляд, 29 (57), квітень, 214—239.
- 1824. Політекономія. Щоквартальний огляд 30 (60), січень, 297—334.
- 1829. Про вимірювання умов, необхідних для постачання товарів. Угоди Королівського товариства літератури Великої Британії. 1, 171—180. Джон Мюррей, Лондон.
- 1829. Про значення, яке найчастіше і найбільш правильно вкладається у термін Вартість товару. Угоди Королівського товариства літератури Великої Британії. 2, 74–81. Джон Мюррей.

## Сприйняття та вплив
Мальтус розробив теорію невідповідності попиту та пропозиції, яку назвав «надвиробництвом» (glut). Ця теорія на той час лишилися непоміченою, але до неї звернувся Джона Мейнард Кейнс, який використав її для обґрунтування власної ідеї стимулювання державних витрат для відновлення рівноваги в економіці.
Проте значна частина наступних коментарів про Мальтуса базується на «суперечці мальтузіанства» («Malthusian controversy») початку 19 століття.